# МР-60
МР-60 — однозарядная пневматическая винтовка с фиксированным стволом.

## Назначение
Однозарядная пневматическая винтовка для приобретения первоначальных навыков в обращении с оружием, условное название — «Юниор».

Первоначально выпускалась под маркой ИЖ-60. Различаются варианты, выпущенные на Златоустовском механическом заводе и на Ижевском механическом заводе. На базе МР-60 (Иж-60) разработана пятизарядная модификация МР-61, которая активно используется в подготовке начинающих биатлонистов.

## История
Концепция недорогой пневматической винтовки с фиксированным (неподвижным) стволом разработана в 1980-х годах конструкторами Ижевского механического завода.
Выпуск ИЖ-60 начался на Ижмаше в 1991 году. В марте 1994 года на оружейной ярмарке в Нюрнберге была отмечена «фантастическая эффективность» пневматических винтовок Иж-60 и Иж-61.
В советское время были только пневматические винтовки ИЖ-22 и ИЖ-38, распространённые в тирах, но практически недоступные для покупки, в середине 1990-х годов в России в продаже появились такие винтовки, но выбор был ограниченный, и новая винтовка оказалась в лидерах продаж:

В 90-е в охотничьих (и не только) магазинах в свободной продаже появились не только до боли знакомые Иж-38, но и непривычные тогда Иж-60.— Пневматическое охотничье оружие // Оружие и снаряжение российского охотника. Энциклопедия

Прежде всего — об отечественной продукции. Ее выбор не очень велик. Дешевле всего стандартная пневматическая винтовка ИЖ-38, приобрести которую можно за 87 000 руб. Более «спортивная» модель ИЖ-60 стоит подороже — примерно 120 000 руб. Пневматический спортивный пистолет ИЖ-55М — 85 000 руб. Всё это оружие однозарядное и рассчитано на стрельбу обычными пульками для «воздушек».— журнал «Столица», 1995
Из-за своей низкой цены и удобной конструкции МР-60 пользуется большой популярностью, как базовый набор для переделки в оружие с предварительной накачкой воздуха (PCP). Специально для самостоятельной переделки выпускаются готовые наборы (например, «кит от Крюгера»).

## Варианты исполнения
Исходная конструкция МР-60 не получила развития от своих авторов и осталась единственной производимой на Ижмаше пневматической винтовкой с фиксированным стволом. При этом многозарядный вариант этой винтовки, МР-61, стал базой для создания таких моделей, как MP-553K и МР-555К.
Известно две основных модификации МР-61:
- 19521 — старая версия, ствольная коробка и муфта изготовлены из стали
- 19539 — новая версия, пластиковая муфта, с кнопкой предохранителя